# Adelgade (Kalundborg)
 For alternative betydninger, se Adelgade. (Se også artikler, som begynder med Adelgade)
Adelgade er Kalundborgs oprindelige hovedstrøg, anlagt omkring 1170. Gaden forbandt de to borge i hver ende af Højbyen.
En af de ældste bevarede ejendomme i gaden er Bispegården. En del af det oprindelige kompleks kendes nu som Kalundborg gamle Rådhus, da det fungerede som rådhus mellem 1539 og 1854. Umiddelbart nord for gaden, ved overgangen til Præstegade, findes den femtårnede Vor Frue Kirke.